# Eriopyga adventa
Eriopyga adventa là một loài bướm đêm trong họ Noctuidae.